# Lukács László (néprajzkutató)
Lukács László (Zámoly, 1950. október 29. – 2023. december 29.) néprajzkutató, a székesfehérvári Szent István Király Múzeum főmuzeológusa.

## Élete
Zámolyon született, ahol édesapja kőművesmester volt. Tizenöt éves koráig éltek Zámolyon, majd a család Kápolnásnyékre költözött. A gimnáziumot Székesfehérváron, a József Attila Gimnáziumban, egyetemi tanulmányait pedig Debrecenben végezte, ahol történelem-földrajz szakos középiskolai tanári, valamint etnográfusi diplomát szerzett. Már az egyetemen is foglalkozott népi építészettel, később pedig a Műegyetem építészmérnöki karán műemlékvédelmi szakmérnöki képzettséget szerzett. 
Az egyetem befejezése után 1974-ben visszatért Székesfehérvárra, ahol az István Király Múzeum (később Szent István Király Múzeum etnográfusa lett. 2015-ig dolgozott muzeológusként, de nyugdíjazása után is rendszeresen bejárt. 1978/1979-ben Gunda Béla Herder-ösztöndíjasaként egy tanévet a Bécsi Egyetemen töltött. Ott dolgozta föl a húsvéti korbácsolás témáját is egy tanulmányban, amely egész Európára kitekintett Pázmándtól a finn Karéliáig. 
Nemcsak Fejér megyében, hanem Magyarország határain kívül, elsősorban Szlovákiában, Romániában és Jugoszláviában végzett néprajzi terepmunkát. Közreműködött a fülei, sárréti, pusztavámi tájházak, valamint a székesfehérvári Palotavárosi Skanzen létrehozásában és megnyitásában. Utóbbi helyen ő hozta létre 1988-ban a Rác utca 11. számú házban a „Palotavárosi emlékek” címmel a városrész történetét és néprajzát bemutató kiállítást. 1990–1991 között között két esztendőt Humboldt-ösztöndíjasként a Müncheni Egyetemen töltött.
Számos néprajzi tanulmány szerzője. Foglalkozott a népi teherhordással, az árucsere-kapcsolatokkal, a szentek tiszteletével, a kakasütéssel, a móri szőlőműveléssel és különféle népszokásokkal (farsang, Orbán-nap, húsvéti korbácsolás, adventi koszorú). Legfontosabb munkái a Sárfőtől Mezőföldig (2009), Néprajzi látásmód az ezredfordulón (2011) és a Tárgyak, életformák, népszokások (2012) című tanulmánykötetekben jelentek meg. A székesfehérvári Kodolányi János Főiskola oktatója.

## Tudományos fokozatai
- 1990: Magyar Tudományos Akadémia kandidátusa (CSc) – néprajz és kulturális antropológia
- 2008: Magyar Tudományos Akadémia doktora (DSc) – néprajz és kulturális antropológia (Karácsonyi népszokások: A karácsonyfa története és európai elterjedése)[2]

## Díjai, kitüntetései
- Györffy István-emlékérem, 2010
- A Magyar Érdemrend tisztikeresztje, 2018

## Művei

### Kötetek
- Szép napunk támadt: A népszokások Fejér megyében, Székesfehérvár, 1991 (A Szent István Király Múzeum közleményei, A sorozat, 30; Fejér megye néprajza, 3)
- (Gelencsér Józseffel, Kresz Máriával), Vörösmarty-emlékek, Székesfehérvár, 1995 (A Szent István Király Múzeum közleményei, B sorozat, 41). – 2. kiad., 1998
- 1848-49 jeles napjai a néphagyományban; Szent István Király Múzeum, Székesfehérvár, 1998 (A Szent István Király Múzeum közleményei. A. sorozat)
- A mezőföldi tanyák néprajza. A farmtanyák kialakulása és pusztulása a Mezőföldön a XIX-XX. században; Szent István Király Múzeum, Székesfehérvár, 1998 (A Szent István Király Múzeum közleményei. A. sorozat)
- (Ambrus Lajossal, L. Simon Lászlóval), Édes szőlő, tüzes bor: A Velencei-tó környékének szőlő- és borkultúrája, Budapest–Pázmánd, 2005
- Kossuth Lajos a magyar néphagyományban; Szent István Király Múzeum, Székesfehérvár, 2004 (A Szent István Király Múzeum közleményei. A. sorozat)
- Csokonai a néphagyományban; Ráció, Budapest, 2007
- A tisztes ipar emlékei. Céhek, céhemlékek, az iparosok hagyományai Fejér megyében és Székesfehérváron; Fejér Megyei Múzeumok Igazgatósága, Székesfehérvár, 2007 (A Szent István Király Múzeum közleményei A. sorozat)
- Az 1848-as móri csata emlékei; Szent István Király Múzeum, Székesfehérvár, 2008 (A Szent István Király Múzeum közleményei. A. sorozat)
- Tárgyalkotó hagyomány. Fejezetek Fejér megye néprajzából. A székesfehérvári Szent István Király Múzeum néprajzi állandó kiállítása; szöveg, kiállításrend. Lukács László, Varró Ágnes; Szent István Király Múzeum, Székesfehérvár, 2009 (A Szent István Király Múzeum közleményei. D. sorozat)
- Sárfőtől Mezőföldig: Táj- és népkutatás Fejér megyében, Székesfehérvár, 2009 (A Szent István Király Múzeum közleményei, A sorozat, 42)
- Néprajzi látásmód az ezredfordulón, Székesfehérvár, 2011 (A Szent István Király Múzeum közleményei, A sorozat, 44)
- Tárgyak, életformák, népszokások. Tematikus néprajzi tanulmányok, Székesfehérvár, 2012 (A Szent István Király Múzeum közleményei, A sorozat, 46)
- Ezer év gyöngye. A magyar történeti néphagyomány köréből, Székesfehérvár, 2013 (A Szent István Király Múzeum közleményei, A sorozat, 47)
- Szép karácsony szép zöld fája... A karácsonyfa története és elterjedése Európában, a Kárpát-medencében, Székesfehérvár, 2015 (A Szent István Király Múzeum közleményei, A sorozat, 50)
- Objekte, Lebensformen, Volksbräuche: Thematische volkskundliche Abhandlungen, übers. von Mátyás Esterházy, Miklós Lukács, Székesfehérvár, 2016
- A káli-medencei lakóház a Dunántúl népi építészetében, Székesfehérvár, 2017 (A Szent István Király Múzeum közleményei, A sorozat, 52)
- Szent Vendel főpásztor, barmok patrónusa... Szent Vendel hitvalló tiszteletéről Németországban és Magyarországon, Székesfehérvár, 2018 (A Szent István Király Múzeum közleményei, A sorozat, 56)
- Székesfehérvár néprajzi értékei; Szent István Király Múzeum, Székesfehérvár, 2019 (A Szent István Király Múzeum közleményei. A. sorozat)
- Szent István király a néphagyományban; Szent István Király Múzeum, Székesfehérvár, 2021 (A Szent István Király Múzeum közleményei. A. sorozat) 2021

### Fontosabb tanulmányok
- A velencei szőlőhegy népi hajlékai, in Fejér megyei történeti évkönyv 6(1973), 299-312.
- A zámolyi közös udvarok, in Fejér megyei történeti évkönyv 7(1974), 374-381.
- Népi építkezés a Velencei-hegység szőlőiben, in Alba Regia 16(1978, 299-343 = Volksbauten in den Weingärten des Velencer Gebirges in Ungarn, in Beiträge zur Volksarchitektur in Mittel- und Osteuropa, hrsg. von Béla Gunda, Budapest, 1982, 197-230.
- Kakasütés az északkelet-dunántúli szlovákoknál in A II. békéscsabai Nemzetközi néprajzi nemzetiségkutató konferencia előadásai: 1980. szeptember 30 – október 2., szerk. Eperjessy Ernő, Krupa András, Budapest, 1981, 605-610.
- Húsvéti korbácsolás, in Ethnographia 42(1981), 374-399.
- Kakasütés a Dunántúlon, in Alba Regia 21(1984), 209-220.
- A lakóház morfológiai változása a Káli-medencében, in Veszprém megyei múzeumok közleményei 17(1984), 699-724.
- A szőlőőrzés rendszere a Vértes német nemzetiségi településein, in A III. békéscsabai Nemzetközi Néprajzi Nemzetiségkutató Konferencia előadásai: 1985. október 2-4., szerk. Eperjessy Ernő, Krupa András, 1986 [!1987], 525-539.
- Die Verehrung des Heiligen Urban im Gebiet des Bistums Székesfehérvár (Stuhlweissenburg) in Jahrbuch für ostdeutsche Volkskunde, 32. (1989), 247-266.
- Arkadenhäuser des Plattensee-Oberlandes in Ungarn, in Arkadenhäuser: Bauformen, Wohnen und Dorferneuerung am Beispiel bäuerlicher Arkadenhäuser: Symposium im Rahmen der "Schlaininger Gespräche" vom 21.-24. September 1988 auf Burg Schlaining, red. Rudolf Kropf, Eisenstadt, 1990, 141-160.
- Farsangi alakoskodó népszokások Fejér megyében, in Hiedelmek, szokások az Alföldön, szerk. Novák László, Nagykőrös, 1992, 481-498.
- Székesfehérvár XVIII-XIX. századi etnikai viszonyai, in Ethnographia 109(1998), 549-572.
- A néprajzi látásmód az ezredfordulón, in Paraszti múlt és jelen az ezredfordulón: a Magyar Néprajzi Társaság 2000. október 10-12. között megrendezett néprajzi vándorgyűlésének előadásai, szerk. Cseri Miklós, Kósa László, T. Bereczki Ibolya, Szentendre, 2000, 121-129.
- A német kisebbség története Székesfehérváron, in Árgus 14(2003):11, 74-87.
- Duna kétparti települések Magyarországon 1920 előtt, in A Dunántúl és a Kisalföld történeti földrajza: A Budapesten és Pécsett 2002. november 25-26-án megtartott tudományos konferencia előadásai, szerk. Frisnyák Sándor, Tóth József, Nyíregyháza–Pécs, 2003, 279-303.
- Húsvéti tojásjátékok, in Lélek és élet: Ünnepi kötet S. Lackovits Emőke tiszteletére, szerk. Selmeczi Kovács Attila, Veszprém, 2006, 159-169.
- A karácsonyi jászol, a karácsonyfa és az adventi koszorú megjelenése a szakrális térben, in Népi vallásosság a Kárpát-medencében, 7, szerk. S. Lackovits Emőke, Szőcsné Gazda Enikő, Sepsiszentgyörgy–Veszprém, 2007, II, 115-142.
- A karácsonyfa elterjedése a Kárpát-medencében, in Néprajzi látóhatár 17(2008), 5-42.
- Das Hühnerschlagen in Moha und andere traditionelle Faschingsumzüge in Westungarn, in Ungarn-Jahrbuch 2009, 119-157.
- Emléktöredékek Gunda Béláról. Gunda Béla és Lukács László írásai; Szt. István Király Múzeum, Székesfehérvár, 2011 (A Szent István Király Múzeum közleményei A. sorozat)
- Der Kult des Heiligen Sebastian in Mittel-Transdanubien, Ungarn-Jahrbuch 2011, 433-454.
- Beschütze Unser Obst, Unsere Weinreben Vor Eis, Plagen... Die Verehrung des Heiligen Donatus, in Acta ethnographica Hungarica 58(2013), 329-346.
- Der Kult des Heiligen Sebastian in Mittel-Transdanubien, in Ungarn-Jahrbuch 31(2014), 433-454.
- Szent Vendel tiszteletéről a Székesfehérvári Egyházmegyében, in Határjelek és hagyásfák: A hetvenedik életévébe lépő Bárth János tiszteletére írott tanulmányok, szerk. Kothencz Kelemen, Baja, 2014, 656-672.
- Oberhirt Sankt Wendelin, Paton des Vieh, in Alba Regia 2015, 285-327.
- Die Verbreitung des Christbaumes im Karpatenbecken, in Alba Regia 2017, 409-442.